# Багатошаровий торт
Багатошаровий торт, багатошаровий кейк (амер. англ. layer cake) або сендвіч торт (англ. sandwich cake) — це кондитерський виріб (кейк), що складається з кількох листів, скріплених глазур'ю або іншим типом начинки, наприклад джемом або іншим консервами. Більшість рецептів тортів можна адаптувати до багатошарових тортів; масляний торт чи бісквіт використовують зазвичай. Часто торт покривають глазур'ю, але іноді боки не прикрашають, щоб було видно начинку і кількість шарів.
Популярні поєднання смаків включають німецький шоколадний торт, червоний оксамитовий торт, торт Шварцвальд і морквяний торт з вершковим сиром. Більшість весільних тортів є прикрашеними багатошаровими тортами.
У середині XIX століття сучасні торти вперше були описані англійською мовою. Кулінарна книга Appledore (Appledore Cook Book) Марії Парлоа, опублікована в Бостоні в 1872 році, містила один із перших рецептів багатошарових тортів. Ще один ранній рецепт багатошарового пирога був опублікований у Новій універсальній кулінарній книзі (New Universal Cookery Book) Касселла, виданій у Лондоні в 1894 році.

## Старіші форми

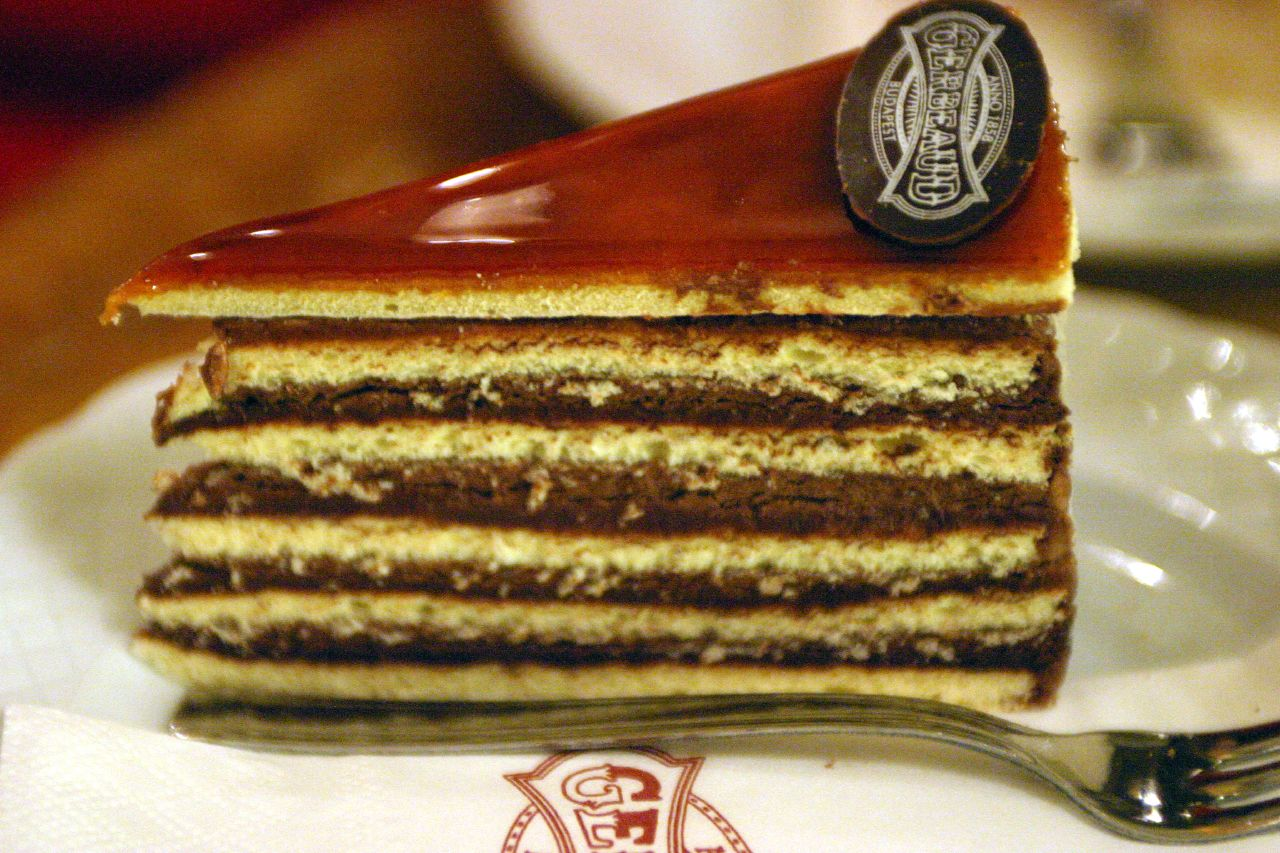
Для торта Добош усі коржі випікаються окремо.

У той час як у сучасних багатошарових тортах шари зазвичай випікаються до висоти близько 5см (2 дюйма) і розділених горизонтально, інший спосіб приготування шарів торта використовується для таких тортів, як Торт Добош чи Торт Принц-Регента: тісто для торта випікається на сім або вісім окремих тонких шарів , товщиною приблизно півдюйма кожен у готовій стопці. Потім ці шари покривають тонким шаром крему та/або джему та складають стопкою. Ця стопка, яка має таку саму висоту, що й типовий західний багатошаровий торт, потім покривається глазур'ю, щоб структуру не було видно. На перший погляд, ці торти дуже схожі на німецький торт у стилі кондіторей, наприклад, торт «Шварцвальд».
Прикладом європейського багатошарового торта, винайденого в 1735 році, є Франкфуртер Кранц (Франкфуртський коронний торт), який складається з двох або трьох шарів бісквіта, перекладених джемом і глазур'ю з вершкового крему, а потім покритого вершковим кремом.
Французький термін gâteau використовується для торта у Франції, а у Великій Британії він означає багатошаровий пиріг. Він також використовується для деяких видів десертів на основі тіста, таких як Gâteau Basque .

## Порівняння
Зазвичай багатошарові торти подають кільком людям, тому вони більші за капейки, птіфури чи іншу окрему випічку. Звичайний розмір багатошарового торта, який випікається в дев'ятидюймових круглих формах, як правило, подається  приблизно на 16 осіб, але існують деякі варіації. У деяких рецептах для двошарового торта пропонуються більші шматки лише на 10 порцій , а в інших передбачається 24 порції. Набагато менші шматки, аж на 32 порції для дев'ятидюймового круглого багатошарового торта, зазвичай використовуються для весільного торта.
На відміну від в'єтнамських Bánh da lợn або швейцарських рулетів, багатошаровий торт складається з кількох окремих шматків (листів) торта. Листовий торт може стати багатошаровим, якщо його розрізати на шматки та знову з'єднати з глазур'ю чи іншою начинкою для формування шарів.

Різні стилі багатошарованих тортів
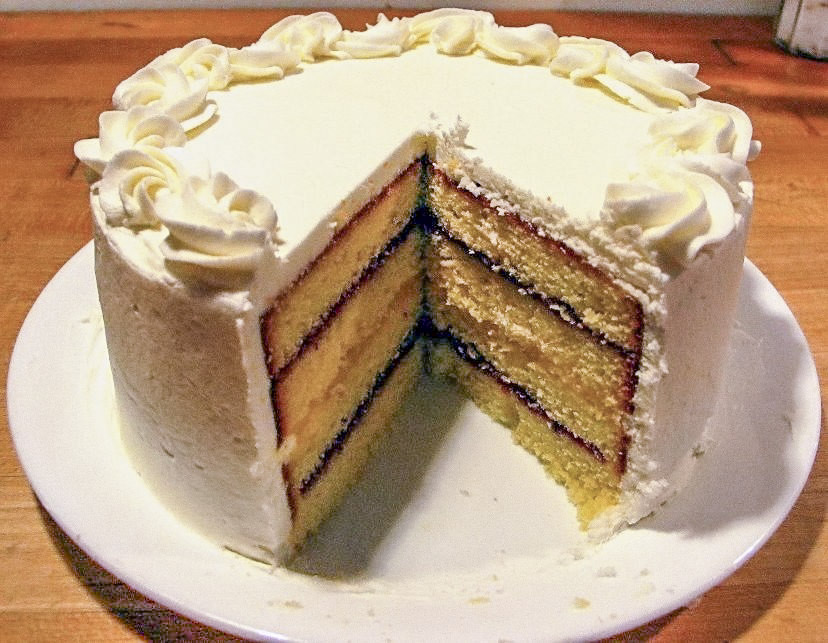
Фруктовий джем, та  глазур для начинки
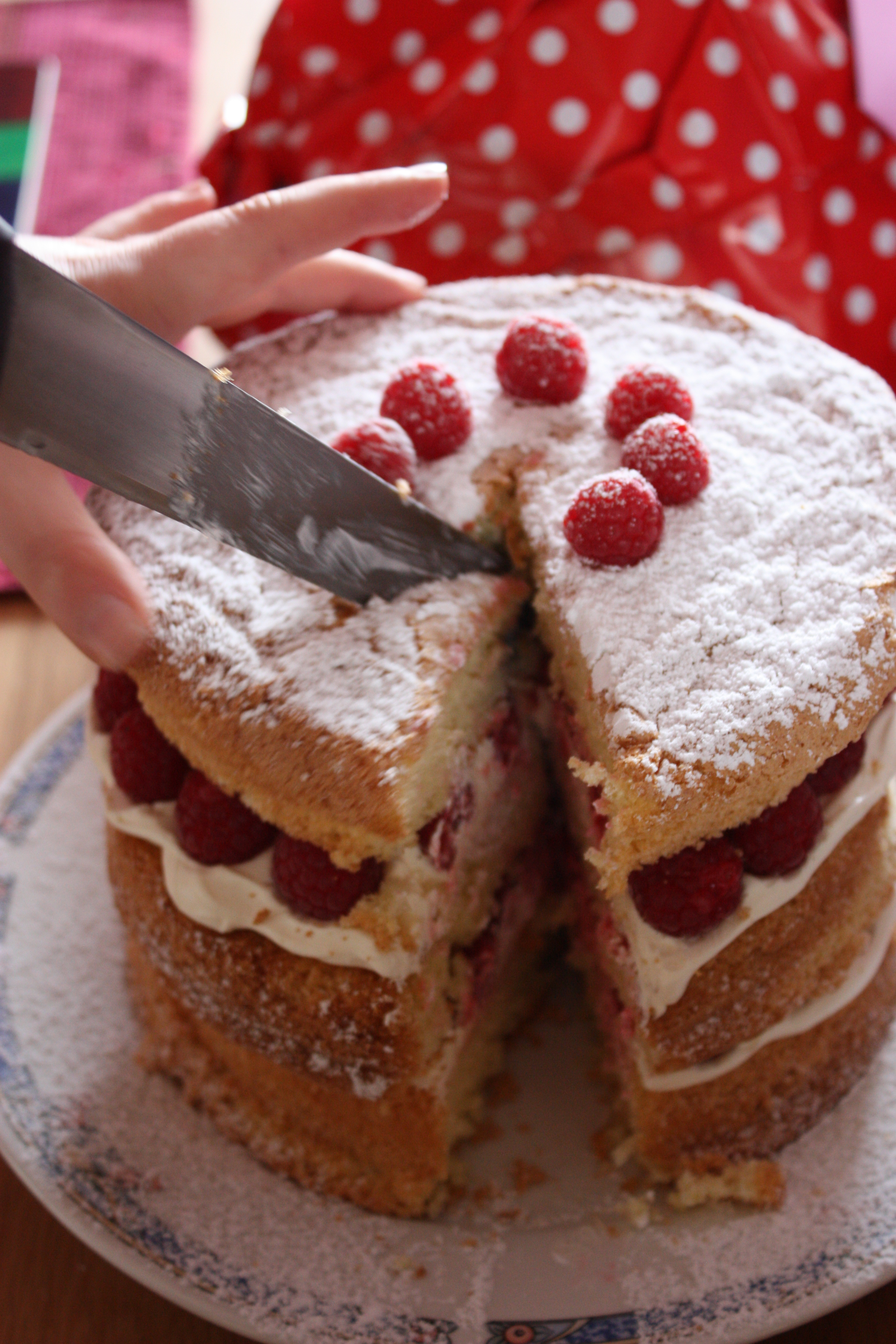
Багатошаровий торт без глазурі
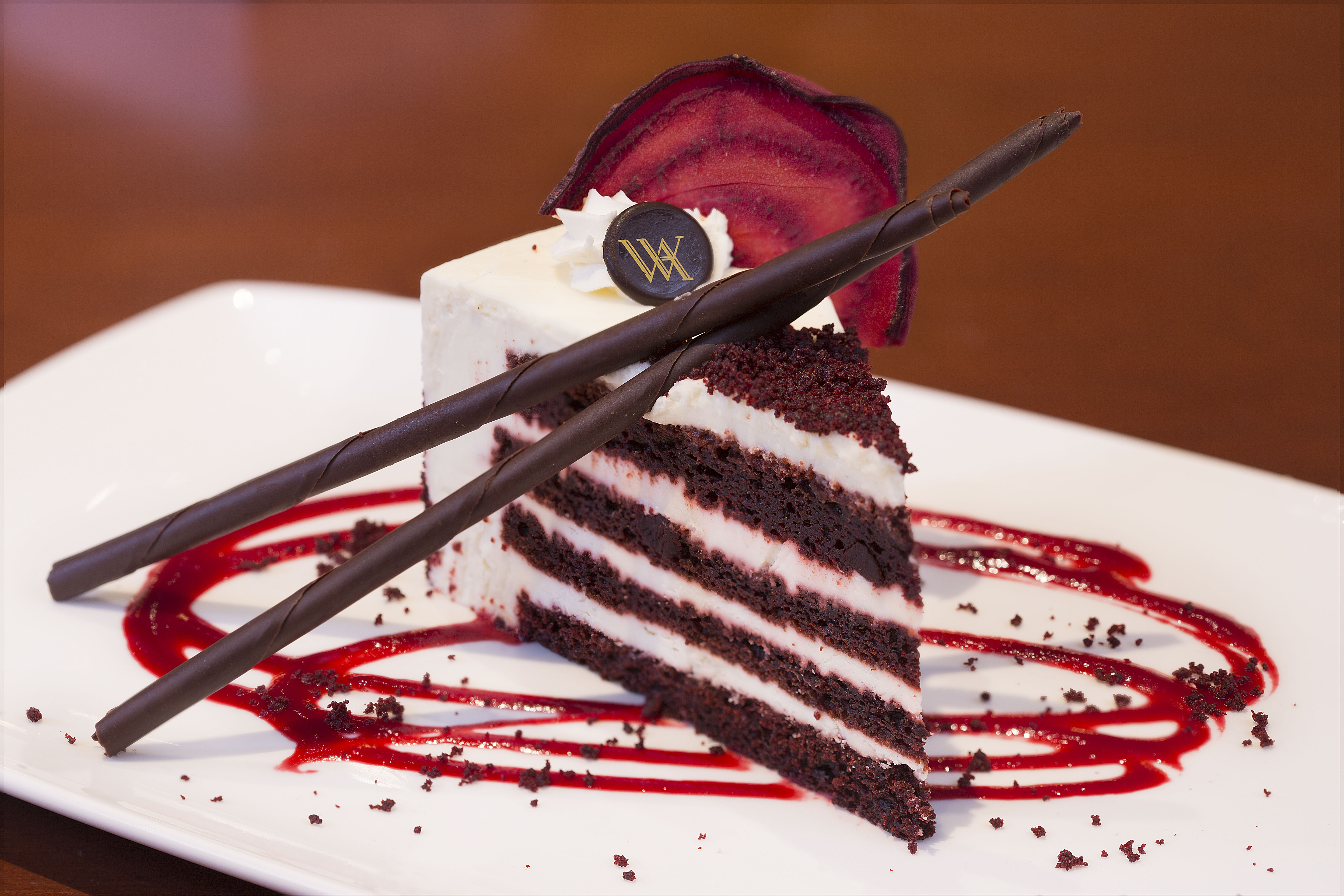
Червоний оксамитовий торт з білою глазур'ю
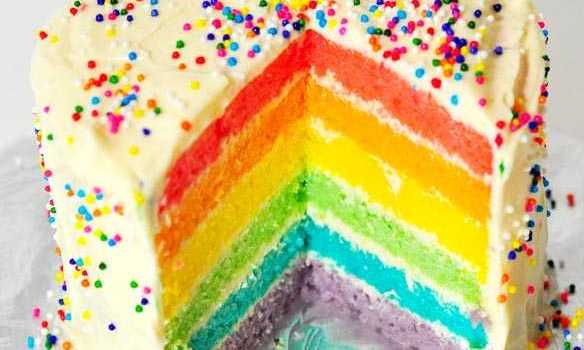
Багатошаровий торт «Веселка».
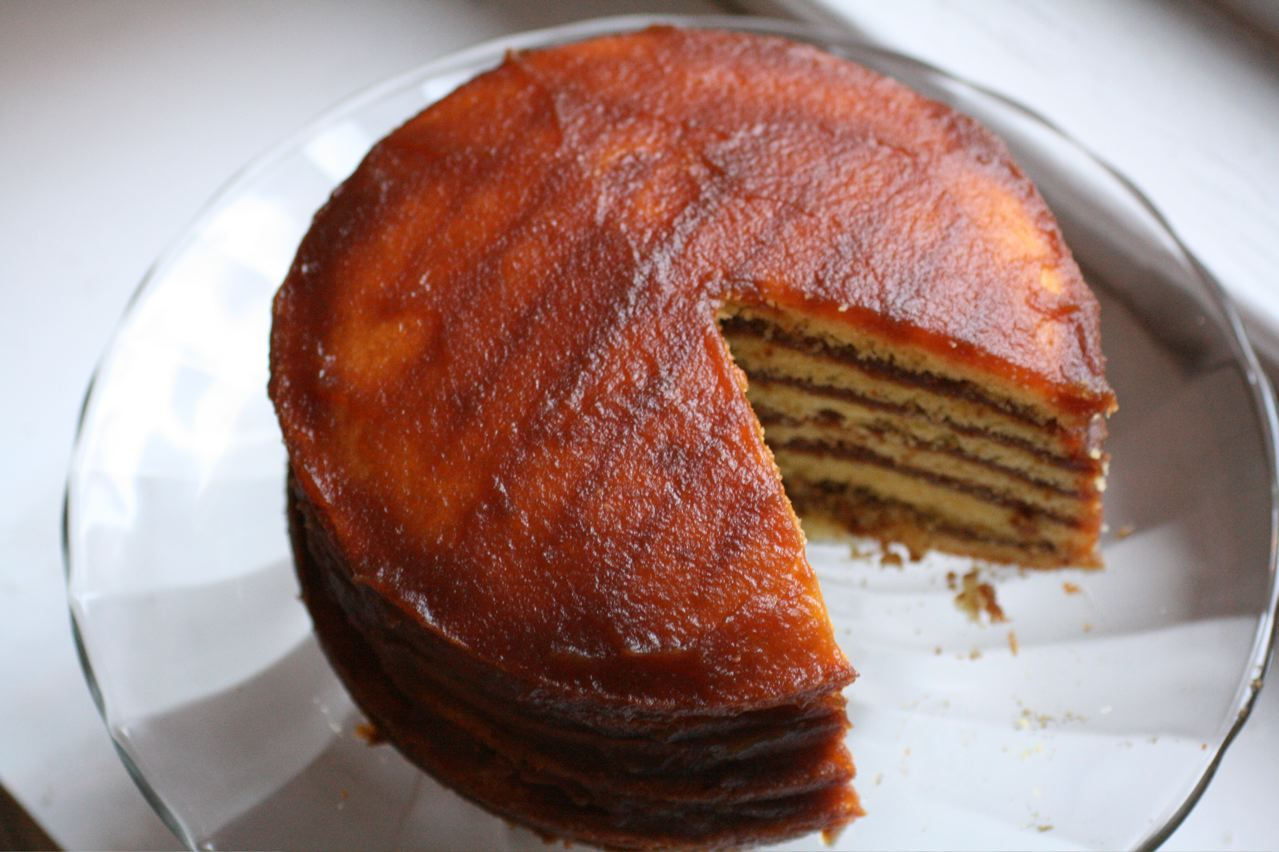
Яблучний джем замість глазурі
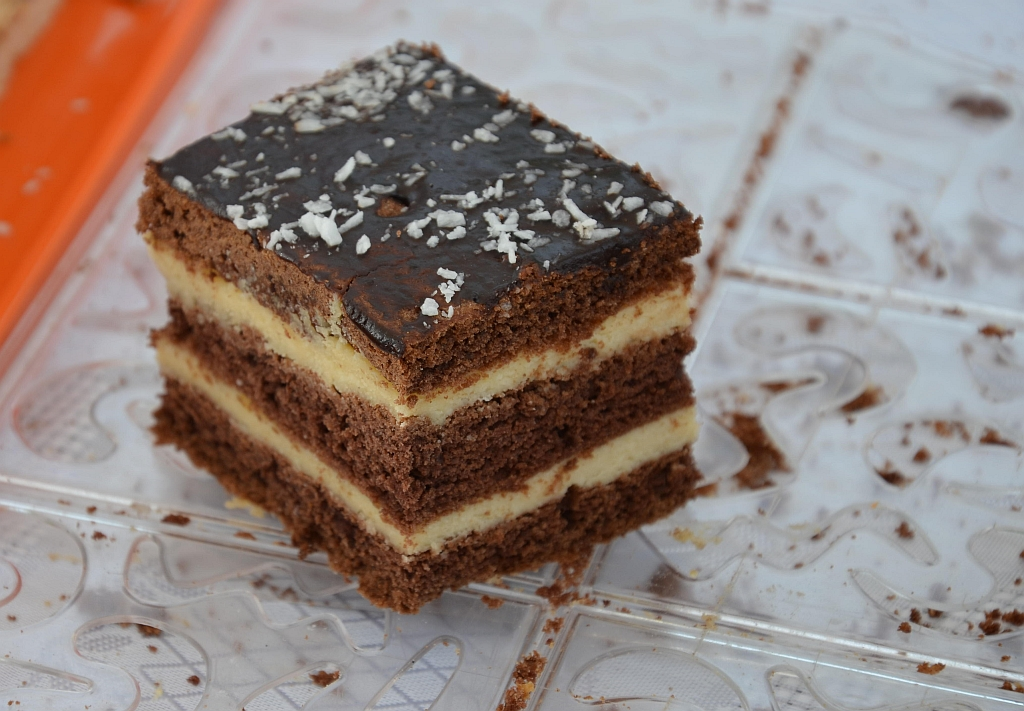
Квадратний шматок багатошарового торта

## Приклади
- Торт Шварцвальд (Black Forest gateau), шоколадний прошарок, наповнений збитими вершками та вишнями
- Торт Блекаут (Blackout cake), шоколадний прошарок, названий на честь відключень світла під час війни
- Бостонський кремовий пиріг (Boston cream pie), який, незважаючи на назву, є жовтим шаровим тортом, наповненим кондитерським кремом і покритим шоколадною глазур'ю.
- Торт Доберже (Doberge cake), новоорлеанська версія угорського торта Добош (Dobos torte)
- Німецький шоколадний торт, американський торт, який зазвичай випікають як багатошаровий торт
- Медівник, український багатошаровий медовий торт